# ガストン・グリーン
ガストン・グリーン（Gaston Green 1966年8月1日- ）はカリフォルニア州ロサンゼルス出身のアメリカンフットボール選手。ポジションはランニングバック。

## 経歴
UCLAで1984年から1987年までプレー、大学記録となる3,731ヤードを走った。この記録は2012年11月3日にジョナサン・フランクリンに更新されるまで残った。アナハイム・スタジアムで行われた1986年のブリガムヤング大学とのフリーダムボウルでは、266ヤードを走り3TDをあげた。4シーズンで3,731ヤード、40TDをあげ、彼の在籍中、チームはボウルゲームで毎年勝利、パシフィック・テン・カンファレンスのチャンピオンに2度なっている。
1988年のNFLドラフト1巡14位でロサンゼルス・ラムズに指名されて入団した。エリック・ディッカーソンをトレードで放出したことから期待されたが、チャールズ・ホワイト、グレッグ・ベルの影に隠れて、1年目はわずか35回のランで117ヤードの獲得にとどまった。ラムズには3シーズン在籍し、ランで451ヤード、TDなし、9回のレシーブで75ヤード、1TDの成績にとどまった。グリーンは、ラムズ退団後にジョン・ロビンソンヘッドコーチが大型のRBを好んでおり、5フィート10インチ、189ポンドの彼に対して205ポンド以上に体重を増やすよう言われたと語っている。
1991年にジェラルド・ペリーとのトレードでデンバー・ブロンコスへ移籍、ボビー・ハンフリーがホールドアウトをしたこともあり、先発RBとして起用され、開幕戦のロサンゼルス・レイダース戦では24回のランで自己最高の116ヤードを走った。ホームのマイルハイ・スタジアムで行われたサンディエゴ・チャージャーズ戦では3TDをあげて勝利に貢献した。この試合の第4Qには、63ヤードのTDランをあげたが、これはブロンコスの選手のTDランとしては、1973年10月7日のカンザスシティ・チーフス戦でジョー・ドーキンスが73ヤードのTDランをあげて以来となる長いTDランであった。この年1,037ヤードを走り、プロボウルに選ばれた。
1992年にもチームトップの648ヤードを走った。オフシーズンにブロンコスが、ロッド・バーンスタイン、ロバート・デルピノを獲得、1993年4月、ドラフト3巡指名権とのトレードでロサンゼルス・レイダースに移籍した。プレシーズンゲームで22回のランで47ヤード（平均2.1ヤード）と結果を出せず、9月にレイダースから解雇された。
2011年の夏にUCLAに戻り、卒業に不足していた単位を取得、学位を取得している。